# PLOS Pathogens
PLOS Pathogens est une revue scientifique à comité de lecture.